# Ragnar Strömberg
Ragnar Strömberg, född 16 augusti 1950 i Göteborg, är en svensk författare, översättare och kritiker i Expressen, Göteborgs-Tidningen sedan 1977 och i BLM sedan 1974. Han har även varit sportskribent i Göteborgs-Posten.
Strömberg hämtar sin inspiration från rockmusiken men även mycket från den romerske poeten Catullus. Han har bland annat skrivit en Catullustrilogi som avslutades 1996 med Fraktkostnad för elefantskulptur i naturlig storlek. 
Han har översatt poesi av bland andra John Ashbery och Paul Auster.

## Priser och utmärkelser
- 1987 – Göteborgs-Postens litteraturpris
- 2000 – Göteborgs Stads författarstipendium
- 2000 – Karl Vennbergs pris
- 2012 – Läsarnas Sveriges medalj